# Saïd Ferguène
Saïd Ferguène est un footballeur professionnel et international algérien né le 16 juin 1992 à Tizi Ouzou. Il évolue  au poste d'avant-centre et meneur de jeu 

## Carrier
Ferguène commence sa carrière dans les rangs des jeunes du club de sa ville natale, la JS Kabylie. 2010 il fait ses débuts professionnels en faveur de la JSK, en étant titularisé lors d'un match de championnat contre le MC Alger.
Il est vice-champion d'Algérie et finaliste de la Coupe d'Algérie en 2014 avec la JSK. Lors de la saison 2016-2017, il joue en faveur du NA Hussein Dey. 2017 il est d retour a la JS Kabylie  en 2019 il a quitter le championnat algerien pour rejoindre le fc bosher a oman
il a  marquer 14 bute avec la JS Kabylie pour 208 participation officiel il a 17 matche officiel avec le NA Hussein Dey 5 bute 
Il participe avec l'équipe nationale algérienne des moins de 17 ans à la Coupe du monde des moins de 17 ans 2009 organisée au Nigeria.  lors du premier match contre l'Italie, il se foule la cheville et se voit contraint de manquer le reste de la compétition.

## Palmarès

### En club
JS Kabylie
- Championnat d'Algérie :
  - Vice-champion : 2014.
- Coupe d'Algérie :
  - Finaliste : 2014.